# Muricella dentata
Muricella dentata är en korallart som först beskrevs av Nutting 1910.  Muricella dentata ingår i släktet Muricella och familjen Acanthogorgiidae. Inga underarter finns listade i Catalogue of Life.